# Margarita I. Bernal Uruchurtu
Margarita I. Bernal Uruchurtu es una científica mexicana con doctorado en fisicoquímica por parte de la Universidad Nacional Autónoma de México (UNAM). Pertenece al Sistema Nacional de Investigadores (SNI) y es profesora en el Centro de Investigaciones Químicas de la Universidad Autónoma del Estado de Morelos (UAEM). Su línea de investigación se enfoca en el estudio teórico de interacciones no covalentes y sus efectos en reactividad y propiedades espectroscópicas.

## Trayectoria
Estudió la licenciatura en la Facultad de Química de la UNAM y desarrolló su tesis en el Instituto de Química. Durante su maestría trabajó en el Laboratorio de Cuernavaca del Instituto de Física de la UNAM en el grupo de biofísica y fue el trabajo que realizó en este laboratorio lo que la motivó a estudiar la auto-disociacion del agua en agua líquida durante el doctorado. Estos estudios de posgrado han conducido al desarrollo de modelos capaces de estudiar reacciones química en sistemas acuosos.Fue también durante el doctorado donde tuvo la oportunidad de involucrarse en el proyecto de creación de la Facultad de Ciencias de la UAEM.
Una vez concluidos estos estudios, realizó una estancia posdoctoral en Francia en el Laboratorio de Química y Bioquímica Teórica en la Universidad Henri Poincaré y continuó como Maître de Conférence invitée participando en el programa de DEA en química teórica.
Una vez estuvo de regreso en Morelos, se incorporó al recientemente creado Centro de Investigaciones Químicas de la UAEM en el grupo de Fisicoquímica teórica, donde se incorporó a la Dirección General de Investigación y Posgrado de la UAEM. Posteriormente, realizó una estancia sabática en el Departamento de Química de la Universidad de California, apoyada por la beca UC-MEXUS.

## Investigación y publicaciones
Ha desarrollado varios proyectos de ciencia básica gracias al financiamiento del Consejo Nacional de Ciencia y Tecnología (CONACYT) y tiene varias iniciativas de colaboración internacional con grupos de investigación en Francia y Estados Unidos.
Entre sus trabajos publicados destacan 25 artículos en revistas internacionales especializadas, un capítulo en libro y un artículo de revisión, además de tener varias contribuciones y artículos de divulgación de ciencia en general.